# Anolis bahorucoensis
Espèce
Synonymes
- Deiroptyx bahorucoensis (Noble & Hassler, 1933)
- Deiroptyx bahorucoensis bahorucoensis (Noble & Hassler, 1933)
- Deiroptyx bahorucoensis southerlandi (Schwartz, 1978)

Anolis bahorucoensis est une espèce de sauriens de la famille des Dactyloidae. 

## Répartition
Cette espèce est endémique d'Hispaniola. Elle se rencontre dans le Sud-Est d'Haïti et dans le sud-ouest de la République dominicaine.

## Liste des sous-espèces
Selon The Reptile Database (3 janvier 2013) :
- Anolis bahorucoensis bahorucoensis Noble & Hassler, 1933
- Anolis bahorucoensis southerlandi Schwartz, 1978

## Étymologie
Son nom d'espèce, composé de bahoruco et du suffixe latin -ensis, « qui vit dans, qui habite », lui a été donné en référence au lieu de sa découverte, la Sierra de Bahoruco.

## Publications originales
- Noble & Hassler, 1933 : Two new species of frogs, five new species and a new race of lizards from the Dominican Republic. American Museum Novitates, no 652, p. 1-17 (texte intégral).
- Schwartz, 1978 : The Hispaniolan Anolis (Reptilia, Lacertilia, Iguanidae) of the hendersoni complex. Journal of Herpetology, vol. 12, no 3, p. 355-370.